# Anma
Pour les articles homonymes, voir Amma.

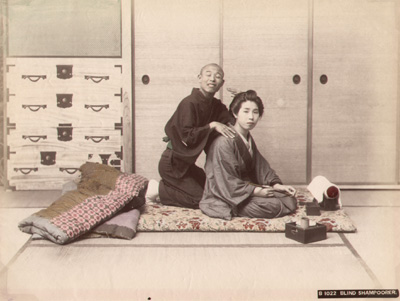
épreuve à l'albumine coloriée à la main

L'anma ou amma (按摩, littéralement « calmer avec les mains ») est une technique de massage japonais d'origine chinoise. L’anma a été inventée en Chine sous le nom anmo et adoptée par les Japonais il y a plus d'un millénaire.

## Méthode
Les mouvements se font par des étirements, des « balayages énergétiques », des bercements, des pressions et des percussions. Environ 360 points spécifiques de manipulations sur le corps sont utilisés pour chercher à atteindre un état profond de relaxation et de bien-être intérieur. L’anma se compose d'un kata, une suite de manipulations assez complexes. Il n'utilise pas d'huile et peut être fait à travers un drap ou les vêtements, le patient étant couché sur une table.
Dans le mouvement du boshi junenho, qui est une manipulation propre au amma, le corps est bercé pendant toute la durée du massage. Des mobilisations étirent le corps, allongent les faces antérieures et postérieures des muscles. Enfin, six types différents de percussions viennent ajouter une dimension auditive et vibratoire au massage. Le praticien monte également plusieurs fois sur la table pour exercer des pressions (susho appakuho) dans le dos ; ces compressions de la cage thoracique permettraient au client de mieux « sentir » sa respiration. Elles contribueraient également à délier et stimuler la musculature autour de la colonne vertébrale, dans le respect constant des méridiens du système énergétique chinois.
Un des buts du massage amma est de répartir le qi dans tout le corps en le faisant circuler du centre vers les extrémités. C'est pour cette raison que l'on travaille toujours dans le sens de l'énergie des méridiens.